# آب‌انبار چهار قشلاق
آب‌انبار چهار قشلاق مربوط به دوره قاجار است و در شهرستان گرمسار، روستای چهارقشلاق واقع شده و این اثر در تاریخ ۲۵ اسفند ۱۳۸۰ با شمارهٔ ثبت ۵۶۳۹ به‌عنوان یکی از آثار ملی ایران به ثبت رسیده‌است.